# Gratin
Gratin er en fransk madret tilberedt i et ild- eller ovnfast fad (el. bradepande) i ovn.
I den franske tradition er der rasp og ost på toppen af madretten der efter tilberedningen giver en sprød og gylden overflade.
Ordet er afledt af det franske gratter, der betyder skrabe eller kradse og henviser til at retten traditionelt består af rester fra de forudgående dages måltider.[kilde mangler]
En gratin kan laves af ost, kød, grøntsager og fisk, overhældt med en mælkesovs som en bechamelsovs, der er tilsat æg. Blandingen dækkes med ost, rasp eller  brødkrummer, som får smørklatter på og bages i ovnen til gratinenn får en sprød, brun overflade.[kilde mangler]
Kartoffel-, rosenkåls- og blomkålsgratin er gode eksempler, men der er et utal af muligheder og varianter. Ost kan evt. udelades.[kilde mangler]